# 陈玉斌
陈玉斌，湖南湘乡人，是一名清朝政治人物。
陈玉斌曾于1890年接替吴庭瑞任宝山县知县一职，1891年由马海曙接任。